# Nati nel 1287
| Questa pagina contiene informazioni ricavate automaticamente dalle voci biografiche con l'ausilio del template Bio e di un bot. L'aggiornamento è periodico e automatico e ricostruisce completamente la pagina. Se manca una persona in questa lista, sei pregato di non aggiungerla, ma accertati piuttosto che la sua voce biografica contenga il template Bio e che i dati anagrafici siano correttamente compilati. Se il template Bio manca, inseriscilo tu stesso o, in alternativa, metti l'avviso {{tmp\|Bio}} che ne segnala la mancanza. Se i dati riportati sono sbagliati, correggi direttamente la voce biografica; le modifiche saranno visibili in questa lista entro pochi giorni. Per chiarimenti vedi il progetto biografie. La lista contiene solo le 14 persone che sono citate nell'enciclopedia e per le quali è stato implementato correttamente il template Bio. Pagina aggiornata al 13 gen 2025. |

- 24 gennaio - Richard de Bury, religioso e scrittore inglese († 1345)
- 1º aprile - Margaret di Clare, nobile britannica († 1333)
- 25 aprile - Ruggero Mortimer, I conte di March, nobile inglese († 1330)
- 15 giugno - Alice de Warenne, nobile britannica († 1338)
- 1º novembre - Abu l-Juyush Nasr, sultano († 1322)
- Sibillina Biscossi, monaca cristiana, mistica e veggente italiana († 1367)
- Federico I di Saluzzo, marchese italiano († 1336)
- Federico IV di Norimberga, nobile tedesco († 1332)
- Diana Giuntini, religiosa italiana
- Margherita da Città di Castello, religiosa e mistica italiana († 1320)
- Pietro Alfonso, conte di Barcelos, trovatore portoghese († 1354)
- Roberto III d'Artois, nobile francese († 1342)
- Marsilio de' Rossi, condottiero italiano († 1337)
- Thomas Waleys, teologo inglese († 1350)